# Ngjiva Pereira flygplats
Ngjiva Pereira flygplats är en flygplats i Angola.   Den ligger i provinsen Cunene, i den sydvästra delen av landet, 900 km söder om huvudstaden Luanda. Ngjiva Pereira flygplats ligger 1 116 meter över havet.
Terrängen runt Ngjiva Pereira flygplats är mycket platt. Runt Ngjiva Pereira flygplats är det mycket glesbefolkat, med 4 invånare per kvadratkilometer.. Närmaste större samhälle är Ondjiva, 5,9 km öster om Ngjiva Pereira flygplats.
Omgivningarna runt Ngjiva Pereira flygplats är huvudsakligen savann.